# Deh Cho
Deh Cho est une circonscription territoriale pour l'assemblée législative pour les Territoires du Nord-Ouest, au Canada.